# WASP-104b
WASP-104b — екзопланета, гарячий юпітер, що обертається навколо зорі WASP-104 у сузір'ї Лева на відстані 466 світлових років від Землі. Планета поглинає від 97 % до 99 % світла, що робить її однією з найчорніших планет відомих людству, поруч з TrES-2b та WASP-12b.

## Характеристика
WASP-104b має радіус 1.137 RJ та масу 1.272 MJ.
WASP-104b знаходиться дуже близько до своєї зорі, на відстані близько 4,3 млн км; рік там триває близько 1,75 земних діб (42 год). На поверхні планети газ не конденсується у верхніх шарах атмосфери і хмари не формуються. Замість хмар WASP-104b, швидше за все, оповита щільною атмосферою, в складі якої багато натрію і калію, які поглинають світло. З цієї причини, вважають вчені, денна сторона планети відображає зовсім мало світла.